# Lucas Rem

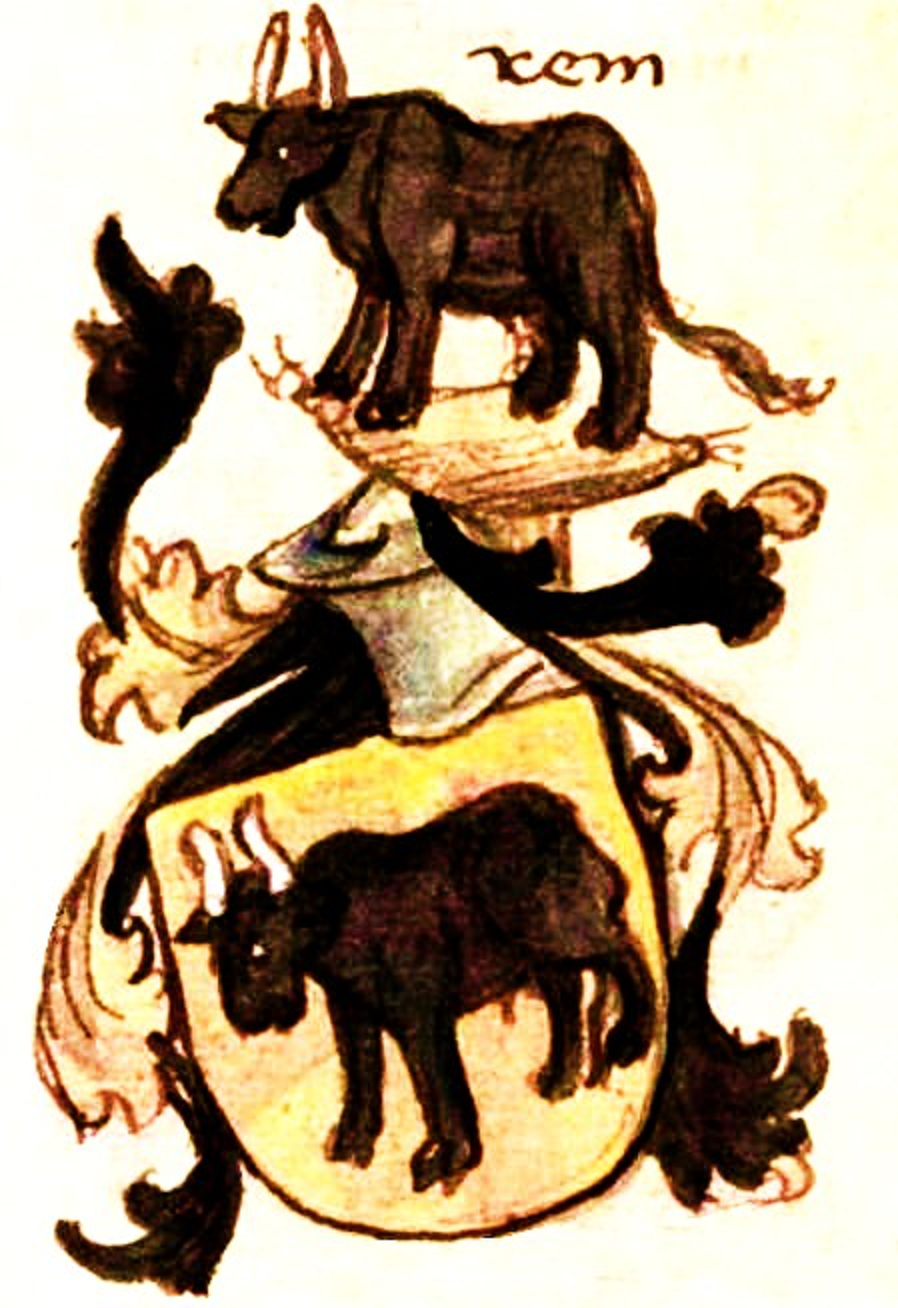
Wappen der Rem –Augsburger Chronik, 1457–1487

Lucas Rem (* 14. Dezember 1481 in Augsburg; † 22. September 1541 ebenda) war ein Augsburger Kaufmann, der in erster Linie durch sein Tagebuch postum Bekanntheit erlangte.

## Zur Person
Lucas Rem wurde am 14. Dezember 1481 als Sohn von Lucas Rem († 1496) und Magdalena Welser geboren und war damit Mitglied einer Augsburger Patrizierfamilie, die 1368 in die Zünfte übertrat. 1479 wurde ihnen die Aufnahme zu den Geschlechtern durch den Rat angeboten und zuerst von ihnen abgelehnt und erst 1538 angenommen. Die Rems gehörten allerdings schon lange zu den angesehensten und wohlhabendsten Familien der Stadt. Als Stammvater gilt Berchthold Rem († 1325). Rems selbst benannter Ahnherr Hans war bereits Bürgermeister von Augsburg und zudem Schloss- und Dorfbesitzer. Rems Vater Lucas erwarb ein reichsunmittelbares Rittergut und die Familie gehörte fortan zum Schwäbischen Bund sowie zur Rittergesellschaft. Der Augsburger Chronist Wilhelm Rem war ein Cousin von Lucas Rem. Im 17. Jahrhundert erlosch diese Familie.

## Leben und Werk
Rems über 47 Jahre hinweg bis zu seinem Tod geführtes Tagebuch gibt Aufschluss über das Selbstverständnis der Kaufleute, indem es in knapper Form über die Stationen seines Lebens, seine Familie und Geschäfte berichtet. Rem begann wie seine Vorfahren mit 13 Jahren die Kaufmannsausbildung bei den verwandten Welsern, dem zweitwichtigsten Handelshaus in Augsburg neben den Fuggern und mit denen wiederum verwandt. Nach Lehrjahren in Venedig war er 1499–1517 als Faktor der Welser-Vöhlin-Gesellschaft in der Buchführung tätig, zunächst in Lyon, 1503–1508 in Lissabon, wo er u. a. die Interessen der Firma an den Indienfahrten vertrat, dann wieder in Lyon und ab 1511 in Antwerpen. Zahlreiche Reisen (Schuldeneintreibung, Rechnungsbuch- und Kassenprüfung) führten ihn unter anderem nach Savoyen, Südfrankreich, Paris, in die Niederlande und die Schweiz. Nach Streitigkeiten aufgrund von Unregelmäßigkeiten und schlechter Geschäftsführung in Lyon und Augsburg (vor allem durch Anton Welser d. J.) trat Lucas mit seinen Brüdern Andreas (Endres) und Hans aus der Welser’schen Faktorei aus. Er gründete 1518 seine eigene Gesellschaft mittlerer Größe mit Faktoreien in Köln und Antwerpen mit seinem Bruder Andreas und Ulrich Hanolt. Im Mai desselben Jahres heiratete er Anna Ehein, deren Brautgeld ein wichtiger Bestandteil des Kapitals der neuen Firma bildete. Am 22. September 1541 starb Lucas Rem in Augsburg.
Rems Buch wurde von ihm bis 1540 geführt und gelangte erst 1861 in den Druck. Es besteht aus 50 Pergamentblättern, wobei viele Seiten fehlen, etwa bei den Verzeichnissen der Hochzeitsgeschenke oder bei den Kindern. Die Eintragungen erfolgten chronologisch nach und nach, dennoch greift der Begriff des Tagebuchs nicht. Rem beschreibt nahezu sein ganzes Leben: angefangen in der Kindheit, über die Lehr- und Wanderjahre, dann sein häusliches und geschäftliches Leben und vor allem die Auslandsreisen, die ihn nach Venedig, Mailand, Lyon, Lissabon und Antwerpen führten. Beide Autoren erzählen ausführlich von ihren Kindern und in Stromers Fall zudem von seinen Enkeln. Rem gibt sogar Auskunft über ihre Charaktere, trocken aber durchaus ein Beweis für menschliche Beobachtungsgabe im sonst recht geschäftlich anmutenden „Lebensbericht“. „Referenzen“ werden beiläufig erwähnt. So trifft Rem mit dem König von Portugal zusammen: die ganze Königsfamilie nimmt persönlich Abschied, als er von Lissabon delegiert wird. Auf der Durchreise empfängt ihn der spanische Königssohn mit einem Handkuss, und mit dem Tross des spanischen Königs Ferdinand gelangt Rem weiter.
Rem war über ein Drittel seines Lebens nicht in seiner Geburtsstadt, er war zwangsläufig europäisch orientiert und schrieb dementsprechend viel über seine Reisen ins Ausland. Seine Memoria-Liste der Diener hat wohl kaum einen Wert für die Augsburger Genealogiegeschichte, eher schon sein Steuerbericht für die Wirtschaftsgeschichte.

## Stil und Intention der Aufzeichnungen
Rems Aufzeichnungen sind anerkanntermaßen keine literarische Leistung: sie zeigen seinen trockenen Geschäftsstil und holprige Sprache, positiv ist ihre Verlässlichkeit. Zudem scheint Rem kein großes Interesse an der bewegten Zeit zu haben, der Reichstag von 1530 ist nur als Datierung nützlich und sein Übertritt zum Protestantismus wie der einiger Verwandten wird nur durch die Taufen der Kinder sichtbar. Zahnd erkennt den Hang zur Stilisierung als Kaufmann nicht zuletzt anhand der stereotypen Gliederung von Rems Eintragungen nach Datum, Ereignis, Ort bzw. Reiseziel.
Rems Aufzeichnungen sind eindeutig die eines Kaufmanns, strukturiert, nahezu vollständig, das heißt zu Ende gerechnet. Prägend ist also das „kaufmännisch-rationale, rechenhafte Welt- und Selbstverständnis“ im Einklang mit „individuellem Gewinnstreben“ Diese Ereignisberichte und Denkwürdigkeiten waren ein schichten-spezifisches Phänomen der politischen und wirtschaftlichen Eliten, natürlich in lockerer Bindung an die Behörden, jedoch keineswegs für ein öffentliches Publikum gedacht.